# Südkoreanische Futsalnationalmannschaft
Die südkoreanische Futsalnationalmannschaft ist eine repräsentative Auswahl südkoreanischer Futsalspieler. Die Mannschaft vertritt die Korea Football Association (den südkoreanischen Fußballverband) bei internationalen Begegnungen.

## Abschneiden bei Turnieren
Für Weltmeisterschaftsendrunden unter der Schirmherrschaft der FIFA qualifizierte sich die Nationalmannschaft bisher noch nicht.
An Asienmeisterschaften nahm das Team insgesamt elfmal teil. 1999 erreichte es den zweiten Platz.

### Futsal-Weltmeisterschaft
- 1989 – nicht teilgenommen
- 1992 – nicht teilgenommen
- 1996 – nicht qualifiziert
- 2000 – nicht qualifiziert
- 2004 – nicht qualifiziert
- 2008 – nicht qualifiziert
- 2012 – nicht qualifiziert
- 2016 – nicht qualifiziert
- 2021 – nicht qualifiziert
- 2024 – nicht qualifiziert

### Futsal-Asienmeisterschaft
- 1999 – 2. Platz
- 2000 – Vorrunde
- 2001 – 3. Platz
- 2002 – 4. Platz
- 2003 – Viertelfinale
- 2004 – Viertelfinale
- 2005 – Vorrunde
- 2006 – nicht qualifiziert
- 2007 – Vorrunde
- 2008 – Vorrunde
- 2010 – Vorrunde
- 2012 – Vorrunde
- 2014 – Vorrunde
- 2016 – nicht qualifiziert
- 2018 – Vorrunde
- 2022 – Vorrunde
- 2024 – Vorrunde